# Philippe Vande Walle
Philippe Vande Walle (Bruges, 22 dicembre 1961) è un allenatore di calcio ed ex calciatore belga, di ruolo portiere.

## Palmarès

### Giocatore

#### Competizioni nazionali
- Campionato belga: 2

Bruges: 1987-1988, 1989-1990
- Coppa del Belgio: 2

Bruges: 1985-1986
Germinal Ekeren: 1996-1997
- Supercoppa del Belgio: 4

Bruges: 1980, 1986, 1988
Lierse: 1997